# Кониртау
Конирта́у (каз. Қоңыртау) — село у складі Аягозького району Абайської області Казахстану. Входить до складу Акшатауського сільського округу.
Населення — 42 особи (2021; 174 у 2009, 213 у 1999, 298 у 1989).
Національний склад станом на 1989 рік:
- казахи — 100 %

У радянські часи село називалось також Терсайрик.